# Liste von Staatsyachten
In der Liste von Staatsyachten sind Schiffe aufgeführt, die offiziell durch Staaten oder Staatsoberhäupter genutzt wurden und Repräsentationszwecken bzw. dem Transport der jeweiligen Repräsentanten dienten. Zu diesem Zweck in Fahrt sind gegenwärtig die Motoryachten Dannebrog (Dänemark), Norge (Norwegen) und Savarona (Türkei). Megayachten der Golfstaaten dienen hauptsächlich Vergnügungsreisen.
Binnen- und Segelschiffe sind nicht aufgeführt.

## Staatsyachten
Die Liste ist nach dem Dienstbeginn als Staatsyacht sortiert und kann durch Anklicken der Pfeiltasten wahlweise sortiert werden.
| Staat                                  | Name                | Länge über alles (in m) | Baujahr | Werft                                               | Bemerkungen und Verbleib                                                                                        | Foto                       |
| -------------------------------------- | ------------------- | ----------------------- | ------- | --------------------------------------------------- | --- | -------------------------- |
| Ägypten (Khedive, Könige, Präsidenten) | El Mahrousa         | 145,7                   | 1865    | Samuda Brothers, London                             | Turbinenschiff (mehrfach umgebaut), als Schulschiff in Fahrt                                                    | El Mahrousa (1950er Jahre) |
| Österreich-Ungarn                      | Greif               | 73,0                    | 1857    |                                                     | seit 1869 K. u. k. Yacht; Radaviso; 1884 außer Dienst und Hulk                                                  | Greif (Modell im Museum)   |
| Griechenland                           | Amphitriti          | 75,9                    | 1865    | Laird Brothers, Birkenhead                          | 1869 Königsyacht; Raddampfer; 1892 Wohnhulk, 1909 verkauft                                                      |                            |
| Russisches Kaiserreich                 | Derschawa           | 75,9                    | 1871    | Russisches Reich Neue Admiralität, Sankt Petersburg | 1872–1898 Staatsyacht (Ostsee); Raddampfer; Ausbildungsschiff bis 1905                                          | Derschawa                  |
| Österreich-Ungarn                      | Miramar             | 92,7                    | 1872    | Samuda Brothers, London                             | 1872–1911 K. u. k. Yacht; Radaviso; 1926 abgebrochen                                                            |                            |
| Dänemark                               | Dannebrog           | 60,6                    | 1879    | Burmeister & Wain, Kopenhagen                       | Raddampfer; 1934 abgewrackt                                                                                     | Dannebrog (1907)           |
| Deutsches Reich                        | Hohenzollern        | 90,6                    | 1880    | Norddeutsche Schiffbau A.G., Kiel                   | Raddampfer mit Schoner-Takelung; 1892 Aviso Kaiseradler, 1912 abgewrackt                                        | Hohenzollern I (Gemälde)   |
| Russisches Kaiserreich                 | Liwadija            | 75,9                    | 1880    | Vereinigtes Königreich John Elder, Govam            | 1881 Staatsyacht (Schwarzes Meer); Rundschiff; 1883 Hulk, 1926 abgebrochen                                      | Liwadija (1881)            |
| Griechenland                           | Amphitriti          | 91,0                    | 1876    | Laird Brothers, Birkenhead                          | 1885–1917 Königsyacht; 1918 Hospitalschiff, später Schulschiff und U-Boot-Tender 1941 versenkt                  | Amphitriti (1913)          |
| Deutsches Reich                        | Hohenzollern        | 122,0                   | 1892    | AG Vulcan Stettin                                   | Aviso; 1914 außer Dienst, 1923 abgewrackt                                                                       | Hohenzollern II            |
| Vereinigtes Königreich                 | Victoria and Albert | 127,0                   | 1900    | Pembroke Dock                                       | Königliche Yacht 1901–1953; Dampfschiff; 1954 abgebrochen                                                       | Victoria and Albert (1908) |
| Montenegro                             | Rumija              | 41,5                    | 1900    | John Reid, Glasgow                                  | 1905 Staatsyacht; Dampfyacht; 1912–1915 Kriegseinsatz; versenkt                                                 | Rumija                     |
| Vereinigte Staaten                     | Mayflower           | 84,0                    | 1896    | J & G Thomson, Clydebank                            | Staatsyacht 1906–1929; Privatyacht; zeitweise Coast Guard Cutter; 1955 abgebrochen                              | USS Mayflower              |
| Vereinigtes Königreich                 | Alexandra           | 77,9                    | 1908    | A. & J. Inglis, Glasow                              | Königliche Yacht 1908–1925, anschließend Passagierschiff der Det Nordenfjeldske Dampskibsselskab, 1940 versenkt |                            |
| Vereinigte Staaten                     | Sequoia             | 32,0                    | 1925    | Mathis Yacht Building, Camden                       | Staatsyacht 1931–1936 und 1969–1977; zuvor Privatyacht; Museumsschiff seit 1995                                 | USS Sequoia                |
| Dänemark                               | Dannebrog           | 78,4                    | 1932    | Orlogsværftet, Kopenhagen                           | Königsyacht seit 1932; Motoryacht, in Fahrt                                                                     | Dannebrog                  |
| Rumänien                               | Luceafarul          | 91,4                    | 1930    | John Brown & Company                                | Königsyacht 1937–1940; umgebaut zur Motoryacht, seit 2009 wieder als Privatyacht in Fahrt                       | Nahlin ex Luceafarul       |
| Deutsches Reich 1933–1945              | Grille              | 135,0                   | 1935    | Blohm + Voss, Hamburg                               | Repräsentationsschiff; Aviso und Minenleger; Turbinenschiff, 1951 abgewrackt                                    | Grille                     |
| Vereinigte Staaten                     | Potomac             | 50,0                    | 1934    | Manitowoc Shipbuilding                              | Staatsyacht 1936–1945; zuvor Coast Guard Cutter; Museumsschiff seit 1995                                        | USS Potomac                |
| Türkei                                 | Savarona            | 135,9                   | 1931    | Blohm + Voss, Hamburg                               | Staatsyacht 1938 und seit 2015; umgebaut zur Motoryacht, in Fahrt                                               | Savarona                   |
| Vereinigte Staaten                     | USS Williamsburg    | 74,3                    | 1930    | Bath Iron Works                                     | Staatsyacht 1945–1953; zuvor Privatyacht und Kanonenboot; 2016 abgebrochen                                      | USS Williamsburg           |
| Norwegen                               | Norge               | 80,2                    | 1937    | Camper & Nicholsons, Gosport                        | Königsyacht, seit 1948; in Fahrt                                                                                | Norge                      |
| Jugoslawien                            | Galeb               | 123,6                   | 1938    | Ansaldo STS, Genua                                  | Staatsyacht 1952–1980; zuvor Kühlschiff, Hilfskreuzer und Minenschiff; Museumsschiff in Rijeka                  | Galeb (2019)               |
| Vereinigtes Königreich                 | Britannia           | 126,0                   | 1953    | John Brown & Company, Clydebank                     | Königliche Yacht 1954–1997; Turbinenschiff, Museumsschiff in Leith                                              | Britannia (1959)           |
| Philippinen                            | Ang Pangulo         | 77,0                    | 1958    | Ishikawajima Harima                                 | Staatsyacht 1959–2020; als Hospitalschiff in Fahrt                                                              | Ang Pangulo                |
| Deutsche Demokratische Republik        | Ostseeland (II)     | 40,6                    | 1961    | Warnowwerft Warnemünde                              | Staatsyacht 1961–1990; verkauft, in Fahrt                                                                       | Ostseeland (1966)          |
| Deutsche Demokratische Republik        | Ostseeland          | 61,0                    | 1971    | Peene-Werft, Wolgast                                | Staatsyacht 1971–1990; verkauft, 2008 abgebrochen                                                               |                            |
| Griechenland                           | Argo                | 99,1                    | 1943    | Canadian Vickers                                    | Staatsyacht 1978–1990; ehemalige Fregatte; als Privatyacht Christina O in Fahrt                                 | Christina O ex Argo        |
| Irak                                   | al-Mansur           | 121,0                   | 1982    | Perno-/Turku-Werft, Turku                           | Staatsyacht seit 1983; 2003 im Golfkrieg versenkt                                                               | al-Mansur (1982)           |